# Comuna Halcea, Kaharlîk
Halcea (în ucraineană Халча) este o comună în raionul Kaharlîk, regiunea Kiev, Ucraina, formată din satele Halcea (reședința), Petrivske și Voronivka.

## Demografie
Componența lingvistică a comunei Halcea
     Ucraineană (99,11%)
     Alte limbi (0,9%)
Conform recensământului din 2001, majoritatea populației comunei Halcea era vorbitoare de ucraineană (99,11%), existând în minoritate și vorbitori de alte limbi.